# Ірина Любчанськи
Ірина Любча́нськи (фр. Irina Lubtchansky; нар. ?) — французька кінооператорка.

## Біографія
Ірина Любчанськи є донькою відомого французького кінооператора Вільяма Любчанського та монтажерки Ніколь Любчанськи. Має сестру, археолога Наташу Любчанськи.
Кар'єру в кіно починала на початку 1990-х років як асистентка оператора та асистентка режисера (зокрема Жака Ріветта), перш ніж стати оператором-постановником. Відома своїми роботами, зокрема, у фільмах таких режисерів, як Рабех Аммер-Займеш, Ромен Гупіль та Арно Деплешен.
У 2016 році Ірина Любчанськи була номінована як найкращий оператор на французьку національну кінопремію «Сезар» за роботу над фільмом Арно Деплешена «Три спогади моєї юності».

## Фільмографія
| Рік  |     | Назва українською       | Оригінальна назва               | Режисер            |
| ---- | --- | ----------------------- | ------------------------------- | ------------------ |
| 1998 | к/м | Що він сказав?          | Keskidi?                        |                    |
| 2004 |     |                         | Blonde et brune                 | Крістін Дорі       |
| 2006 | к/м | Новачок                 | Novice                          |                    |
| 2008 | к/м | Маршрут Жана Брикара    | Itinéraire de Jean Bricard      |                    |
| 2008 |     | Останній макі           | Adhen                           |                    |
| 2009 |     | 36 видів з піку Сен-Лу  | 36 vues du Pic Saint Loup       | Жак Ріветт         |
| 2009 |     | Пекло Анрі-Жоржа Клузо  | L'enfer d'Henri-Georges Clouzot |                    |
| 2009 | к/м | Громадський транспорт   | Un transport en commun          |                    |
| 2010 |     | Руки в повітрі          | Les mains en l'air              | Ромен Гупиль       |
| 2011 |     | Пісня про Мандрену      | Les chants de Mandrin           | Рабех Аммер-Займеш |
| 2011 | к/м | Це треба сказати Богові | C'est à Dieu qu'il faut le dire |                    |
| 2012 | к/м | Ультразвуки             | Ultrasons                       |                    |
| 2013 |     | Наш світ                | Notre monde                     | Тома Лакост        |
| 2013 | к/м |                         | Staande! Debout!                |                    |
| 2013 |     | Зірка                   | Des étoiles                     | Діана Гайє         |
| 2014 | к/м |                         | Un conte de la Goutte d'Or      |                    |
| 2014 | т/ф | Ліс                     | La forêt                        | Арно Деплешен      |
| 2014 |     | Дні, що прийшли         | Les jours venus                 | Ромен Гупіль       |
| 2015 |     | Історія Іуди            | Histoire de Judas               | Рабех Аммер-Займеш |
| 2015 |     | Три спогади моєї юності | Trois souvenirs de ma jeunesse  | Арно Деплешен      |
| 2016 | к/м |                         | Sarah Winchester, opéra fantôme |                    |
| 2016 |     | Колір кави з молоком    | Moka                            | Фридерик Мерму     |
| 2017 |     | Привиди Ісмаеля         | Les fantômes d'Ismaël           | Арно Деплешен      |
| 2018 |     | Чесний чоловік          | L'Homme fidèle                  | Луї Гаррель        |

## Визнання
| Рік                | Категорія                    | Номінант                                              | Результат |
| ------------------ | ---------------------------- | ----------------------------------------------------- | --------- |
| Премія «Хлотрідус» |                              |                                                       |           |
| 2011               | Найкращий оператор           | Пекло Анрі-Жоржа Клузо (спільно Жеромом Крюменакером) | Номінація |
| Премія «Люм'єр»    |                              |                                                       |           |
| 2016               | Найкращий кінооператор       | Три спогади моєї юності                               | Номінація |
| 2018               | Найкращий кінооператор       | Привиди Ісмаеля                                       | Номінація |
| Премія Сезар       |                              |                                                       |           |
| 2016               | Найкраща операторська робота | Три спогади моєї юності                               | Номінація |